# آق سنقر الحاجب
آق سنقر الحاجب التركماني (?-487 هـ) الملقب قسيم الدولة، قائد حاكم مسلم، تولّى حُكم حلب وعدة مدن حولها مثل حماة واللاذقية، وهو والد القائد الشهير عماد الدين زنكي. اشتهر بصلاحه وعدله وكان حسن السيرة. وكما هو واضح من اسمه فهو من قبائل الأتراك، من قبيلة تُعرف باسم «ساب يو»، وهي قبيلة تمتَّعت بمكانة رفيعة عند السلاجقة الأتراك. تميز آق سنقر بعدله في الحكم وقضائه على الفساد والاضطرابات في حلب كما يقول المؤرخون.
كان آق سنقر حاجب السلطان ملكشاه بن ألب أرسلان ومن أصحابه، وهو سلطانٌ عظيم امتدَّت حدود دولته من الصين شرقاً إلى آسيا الصغرى غرباً، وكان عادلاً حسن السيرة كما يذكر المؤرخون؛ فكان يُقَرِّب منه الصالحين من المسلمين، فكان وزيره الأول نظام الملك، وهو من أعظم الوزراء في الإسلام، وحاجبه كان آق سنقر والد عماد الدين زنكي، فهذا من أدلَّة صلاح السلطان ملكشاه وهي البطانةَ الصالحة.

## التسمية ولقب قسيم الدولة
كان آق سنقر مقرَّبًا بدرجة كبيرة إلى قلب السلطان ملكشاه بن ألب أرسلان لدرجة أنه أنعم عليه بلقب عجيب، وهو «قسيم الدولة»، ومعنى اللقب أن يقتسم معه إدارة الدولة وشؤونها، وهي منزلة رفيعة جداً.
أما كلمة «آق» في اللغة العثمانية تعني اللون «الأبيض»، وهي تعني أيضاً: «طَاهِر» أو «عَفِيف».

## الأوضاع السياسية بعصره
كانت هناك أحداث صعبة تمرُّ بها بلاد الشام؛ حيث كانت تُمَزِّقها صراعات سياسية خطيرة، خاصَّة منطقة حلب حيث كان يتنازع السيطرة عليها ثلاث قوى رئيسية:
القوة الأولى فهي قوَّة مسلم بن قريش العقيلي صاحب الموصل وحلب.
وأمَّا القوَّة الثانية فهي قوَّة تتش بن ألب أرسلان أمير دمشق، وهو أخو السلطان «ملكشاه» الذي يعمل معه آق سنقر، ولكنه كان فاسدًا وكذلك صار أولاده من بعده؛ وهم: رضوان ودقاق. وأمَّا القوَّة الثالثة فهي قوَّة سليمان بن قتلمش مؤسِّس إمارة سلاجقة الروم ووالد قلج أرسلان الأول.
وكنتيجة مأساويَّة لهذا الصراع قُتل مسلم بن قريش على يد سليمان بن قتلمش، وأصبح الطريق إلى مدينة حلب مفتوحًا لسليمان، ولكن أهلها رفضوا تسليم المدينة له، وأرسلوا إلى السلطان العادل ملكشاه ليتسلَّم مدينة حلب، فوافق السلطان ملكشاه، وجاء بجيشه، لكن في هذه الأثناء قُتل سليمان بن قتلمش على يد تتش بن ألب أرسلان ، وانطلق تتش ليستولي على حلب، غير أنه وصلها مع وصول جيش أخيه ملكشاه، ووجد تتش أنه لا طاقة له بهذا الجيش العملاق، فانسحب وترك المدينة لملكشاه.

## توليه الحكم على حلب وحماة وحولها
السلطان ملكشاه بن ألب أرسلان ولّى آق سنقر على مدينة حلب في شهر شوال 479 هـ الموافق يناير 1087م، استلمها وكان الوضع فيها سيِّئًا للغاية نتيجة الصراعات الدموية التي دارت في المنطقة؛ فلم يجد السلطان ملكشاه حلاًّ لإصلاح أوضاعها إلاَّ بتسليم إدارتها لرجل يثق بقدراته وأخلاقه وورعه، وهو قسيم الدولة آق سنقر الحاجب، وهكذا بدأ الحُكم السلجوقي لمدينة حلب فعلياً، وأعطاه إلى جوار حلب عدَّة مدن في المنطقة منها حماة ومنطقة مَنْبِج واللاذقية.

### أوضاع حلب المتدهورة قبل تسلمه حكمها
تسلَّم آق سنقر الحاجب المدينة وهي في حالة مزرية من الفوضى والاضطراب بفعل الصراعات الكثيرة التي كانت بين حكَّام وأمراء المنطقة؛ مما جعل الحكام الذين تولَّوْا حكمها لا يلتفتون أبدًا إلى أمورها الداخلية، أو إلى حياتها الاقتصادية، فتراجعت واردات البلاد، وفُرضت ضرائب باهظة على السكان، ونتيجة لغلاء الأسعار انتشر اللصوص في المدينة، وعُدِمَ الأمن؛ ومن ثَمَّ تعطلت الحركة التِّجارية، كما تراجعت الزراعة، وهذا كله -لا شكَّ- أثَّر سلبًا في كل قطاعات المجتمع.
ومع هذا التدهور الرهيب في كل مناحي الحياة فإن آق سنقر بدأ يُمارس عمله بنشاط، ساعيًا بكل طاقته لإصلاح الأمور كلها، وكانت نظرته شمولية، فلم يهتم بجانب على حساب آخر، بل تناول الأحوال جملة واحدة.

### إصلاحاته الأمنية في حلب
اهتم آق سنقر بداية بالحالة الأمنية الخطيرة التي كانت تُعاني منها منطقة حلب وما حولها، فأقام الحدود الشرعية في الاسلام، وطارد اللصوص وقُطَّاع الطرق، وقضى عليهم، وتخلَّص من المتطرِّفين في الفساد.
وإضافةً إلى هذه السياسة التي تعتمد على وجود شرطة قوية عادلة تُدافع عن الحقوق، وتستخدم سلطتها في حماية الناس بدلاً من التسلُّط عليهم.
إضافةً لهذه الشرطة فإن آق سنقر لجأ إلى سياسة أخرى عجيبة آتت ثمارًا وفي وقتٍ محدود؛ ذلك أنه أقرَّ مبدأ المسؤولية الجماعية لكل قرية أو قِطَاع في المدينة؛ مما يعني أنه في حالة إذا هُوجمت قافلة إبل أو إنسان أو نحوه، فإن أهل القرية يتحمَّلون مسؤولية الدفاع عنه، وإذا سُرقت أمواله، فإنهم يجتمعون معًا لتعويضه عما سُرق؛ ومن ثَمَّ أصبحت مهمَّة الحفاظ على الأمن هو مهمَّة الجميع ، ولا يمكن أن يشكَّ الناس في لص أو عصابة مجرمين دون الإخبار عنها؛ لأن المسؤولية أصبحت جماعية وليست فردية، وهذا له مرجع في الشريعة الاسلامية، حيث مبدأ «العاقلة»، بمعنى أن أفراد العائلة الواحدة أو القبيلة الواحدة، أو القرية الواحدة يتعاقلون فيما بينهم، أي يتعاونون فيما بينهم لجمع الدِّيَة المطلوبة من أحدهم، أو سداد الدَّين عنه، وبذلك تعود الحقوق لأصحابها مهما كانت كبيرة.

### انتشار الأمن والأمان في زمنه
ونتيجة لسياسته ونتيجة للاستخدام الصحيح لجهاز الشرطة في الإمارة، عمَّ الأمن والأمان في منطقة حكمه في غضون أشهر قليلة، وانعكس ذلك على حركة التجارة والزراعة، وانعكس على حركة الأموال والبضائع؛ ومن ثَمَّ تحسَّن الاقتصاد بشكل ملموس وانخفضت الأسعار، وتوفَّرت المنتجات، وصار لحلب شأن عظيم بين الإمارات المجاورة.
وكان حريصًا تمامًا على إقامة الحدود الشرعية، مع أن الكثيرين قد يعتقدون أنها ستترك مجتمعًا مشوَّهًا نتيجة قطع أيدي السارقين، وقتل القاتلين، ورجم الزناة المحصنين، وجلد الزناة غير المحصنين، وجلد شاربي الخمر؛ قد يعتقد البعض أن المجتمع في حلب أصبح مشوَّهًا نتيجة تطبيق الحدود في وجود الكثير من المفسدين والمجرمين، لكن واقع الأمر أن هذا لم يحدث؛ لقد كان تطبيق الشريعة الإسلامية مع مجرم أو اثنين رادعًا لبقية المجرمين، ولم تَنْقِلْ لنا المصادر أن عددًا كبيرًا قد عُوقب بهذه الحدود، إنما نقلت أن الأغلب الأعمَّ من المجرمين ارتدع عن جرائمه، فأصبحت حياة حلب وأمنها وعزِّها وتحسُّن اقتصادها وعلوّ شأنها في تطبيق القصاص، وفي الالتزام بالحدود الشرعية.

### لا يرفع أحد متاعه من الطريق
ونتيجة لهذا الأمن، نادى آق سنقر في أهل حلب بأمر عجيب، وهو أن لا يرفع أحد متاعه من الطريق إذا أراد أن يذهب إلى مكان بعيد ثم يعود، بل يتركه دون حراسة، وهو ضامن له ألا يُسرق، وهذا أمرٌ أثر بشعوب المنطقة فكان أمنًا عجيبًا تحدَّث عنه الناس هنا وهناك.
ومما يُروى في هذا الصدد قصَّة عجيبة، وهي أن آق سنقر كان قد مرَّ بقرية من قرى حلب، فوجد أحد الفلاحين -وكان لا يعرف آق سنقر- قدد فرغ من عمله في حقله، ويستعدُّ لحمل أداة من أدوات الزراعة على دابَّته ليحملها إلى القرية، وكانت هذه الآلة مغلَّفة بالجلد، فقال له آق سنقر: ألم تسمع مناداة قسيم الدولة بأن لا يرفع أحدٌ متاعًا ولا شيئًا من موضعه؟ بمعنى أنه يضمن لك حفظه من السرقة. فقال الفلاح: حفظ الله قسيم الدولة، وقد أُمِّنَّا في أيامه، وما نرفع هذه الآلة خوفًا عليها من السرقة، لكن هنا حيوان يقال له ابن آوَى (حيوان مثل الذئب) تأتي إلى هذه الآلة فتأكل الجلد الذي عليه، فنحن نحفظه منها ونرفعه لذلك. فعندما عاد قسيم الدولة إلى حلب أمر الصيَّادين فتتبعوا هذه الحيوانات في كل الإمارة، فصادوها حتى أفنوه.

### إسهاماته في المجال العمراني
قام أيضاً بإسهامات عمرانية فكان متوازنًا مهتمًّا بكل التفاصيل في إمارته، وقد جدَّد منارة مسجد حلب الجامع، وما زال اسمه منقوشًا عليها إلى اليوم.

### إسهاماته في المجال العسكري
كان منظّمًا؛ فكان له جيش نظاميٌّ معظمه من التركمان، وكان له -أيضًا- جيش احتياطي مكوَّن من العرب والتركمان، وكانت القوَّات الاحتياطية تبلغ 20 ألف مقاتل. وصار حديث الناس وأحبَّه أهل حلب وعامَّة المسلمين.

## أقوال بعض المؤرخين عنه
يقول المؤرخ ابن القلانسي في ذيل «تاريخ دمشق» عن آق سنقر: «وأحسن فيهم السيرة، وبسط العدل في أهليها، وحمى السابلة (الطريق المسلوك) للمتردِّدين فيها، وأقام الهيبة، وأنصف الرعية، وتتبَّع المفسدين فأبادهم، وقصد أهل الشرِّ فأبعدهم، وحصل له بذلك من الصيت، وحُسن الذكر، وتضاعف الثناء والشكر، فعمرت السابلة للمتردِّدين من السفار، وزاد ارتفاع البلد بالواردين بالبضائع من جميع الجهات والأقطار».
وقال ابن الأثير في حقه: «وكان قسيم الدولة أحسن الأمراء سياسةً لرعيته، وحفظًا لهم، وكانت بلاده بين رخص عام وعدل شامل وأمن واسع».
وقال ابن كثير: «كان قسيم الدولة من أحسن الملوك سيرةً، وأجودهم سريرة، وكانت الرعية في أمن وعدل ورخص».

## تتش بن ألب أرسلان وحقده على آق سنقر
كان هناك مَنْ يُنكر عليه خيره وفضله، ومن يحقد عليه لصلاحه وورعه، أو يغار منه، وعلى رأس هؤلاء كان «تتش بن ألب أرسلان» أخو السلطان ملكشاه، وكان تتش يطمع في بسط سيطرته على الشام بكاملها، وفي وجود مثل هذا الحاكم العادل في حلب فإنَّ ذلك سيصعب عليه؛ فالناس يحبونه، وكذلك السلطان ملكشاه.
لقد كان تتش ذكيًّا في شرِّه فبدأ في السعي لضمِّ كل الإمارات الشامية باستثناء حلب؛ لأنه يعلم أن ملكشاه يحبُّ آق سنقر، فلا داعي لاستثارة السلطان عليه، ثم إنه أثار حملة السلطان لمساعدته بأن ذكر له أن بقية الإمارات الشامية واقعة تحت تهديد النفوذ العبيديِّ، فأمر السلطان ملكشاه أمراء الشام بما فيهم آق سنقر أن يساعدوا تتش في حروبه ضدَّ العبيديين.
لكن قسيم الدولة كان يُدرك أطماع تتش الانفصالية، وكان في الوقت نفسه عظيم الوفاء للسلطان ملكشاه، لكنه لم يستطع أن يطعن في تتش لكونه أخَا ملكشاه، وهذا دفعه لمساعدة تتش بغير حماسة؛ مما أوغر صدر تتش عليه أكثر وأكثر، بل وراسل أخاه السلطان ملكشاه في أمر قسيم الدولة.
أراد السلطان ملكشاه أن يحلَّ الأزمة برفق؛ فهو لا يُريد أن يُغضب كلا الطرفين؛ ومن ثَمَّ فقد استدعى كل أمراء الشام بما فيهم آق سنقر وتتش إلى مقرِّه في فارس ليتباحثوا في أمر الشام، وهناك قام تتش بصراحة باتهام آق سنقر بعدم الإخلاص للسلاجقة، وهذا دفع آق سنقر لأن يدافع عن نفسه؛ بل واتهم تتش بالكذب، ومن العجب أن السلطان ملكشاه أقرَّ آق سنقر على رأيه، ورفض عزله، وأوصى أخاه تتش بعدم التعرُّض له.
وكان هذا اللقاء في شهر رمضان 484 هـ، أي بعد 5 سنوات من ولاية آق سنقر على حلب، لكن في السنة التالية حدث أمر هام وهو
وفاة ملكشاه بن ألب أرسلان في (شوال 485 هـ الموافق نوفمبر 1092م)، وتولَّى بَرْكيَارُوق ابنه الأكبر الولاية على السلطنة السلجوقية الكبرى، وهذا أغضب تتش الذي كان يطمع في هذا المنصب الرفيع؛ ولذلك قرَّر تتش أن يتحرَّك بالقوَّة العسكرية لحرب ابن أخيه بَرْكيَارُوق، والسيطرة على السلطنة بالقوَّة.
ولكن تتش كان يخشى من وجود قوَّة آق سنقر خلف ظهره، وفي الوقت نفسه كان يُريد أن يستغلَّ قوَّته العسكرية الكبيرة في تحقيق مطامعه، فأمره أن يأتي على رأس جيشه ليُعاونه في حرب بَرْكيَارُوق بن ملكشاه.
فوقع قسيم الدولة آق سنقر في أزمة كبيرة؛ فهو يعلم أن قوَّة تتش أكبر بكثير من قوَّته، وهو في النهاية أخو ملكشاه السلطان المتوفَّى، وعمُّ السلطان الحالي بَرْكيَارُوق، لكن في الوقت نفسه هو على وفائه للسلطان العظيم ملكشاه، ويُريد أن يحفظه في ابنه، كما أنه يعلم أطماع تتش، ويعلم أنه ليس بالشخصية الجديرة بحكم المسلمين.
لقد فكَّر قسيم الدولة آق سنقر في خطَّة خطيرة، قد يدفع ثمنها من حياته يومًا ما، لكن لم يجد أمامه حلاًّ آخر، فقرَّر أن يخرج بجيشه مع تتش، ويوهمه أنه سيقاتل معه، فإذا التقى الجيشان، ترك قسيم الدولة جيش تتش وانضمَّ إلى جيش بَرْكيَارُوق.
فقسيم الدولة كان يرى أن الحقَّ مع بَرْكيَارُوق، لكونه أصلح وأتقى من تتش؛ ولذلك ضحَّى بأمنه وحياته من أجل الدفاع عن هذا الحقِّ.
ونفَّذ قسيم الدولة خطته، وفي سنة 486 هـ التقى جيش تتش مع جيش بَرْكيَارُوق في مدينة الرَّيِّ بفارس، وفعلاً انسحب آق سنقر بجيشه وانضمَّ إلى بَرْكيَارُوق، وفعل الشيء نفسه أمير الرها بوزان، وكان وفيًّا كذلك للسلطان الراحل ملكشاه، فاختلَّ توازن جيش تتش؛ ومن ثَمَّ انسحب مهزومًا من الرَّيِّ، وعاد إلى الشام بخُفَّي حُنَيْن، لكنه عاد بقلبٍ أشدَّ حقدًا على قسيم الدولة آق سنقر.
أعاد بَرْكيَارُوق قسيم الدولة آق سنقر إلى إمارة حلب تابعًا له، وذلك في ذي القعدة (486هـ)، وأمدَّه بقوات إضافية؛ لأنه كان يتوقَّع ضربة انتقامية وشيكة من تتش.

## مقتله
وسرعان ما جاءت هذه الضربة؛ فقد جمع تتش عدَّة جيوش، وتقدَّم صوب حلب لامتلاكها، وخرج له قسيم الدولة بعد أن استغاث ببعض الأمراء التابعين لبَرْكيَارُوق، لكنَّ الأمراء تأخَّرُوا في القدوم؛ مما جعل قسيم الدولة يُواجه تتش بجيشه وحده، وكانت هزيمة مفجعة، وأُسِرَ آق سنقر، وقام تتش بقتله على الفور.
كان مقتله في يوم السبت 9 جمادى الأولى 487 هـ الموافق مايو 1094م، وهكذا انتهت فترة حكم آق سنقر -وهي 8 أعوام- لمدينة حلب، ويشهد الجميع أنها كانت من أزهى عصور حلب مطلقًا.

## في عيون المسلمين
لقد قُتل قسيم الدولة آق سنقر، بينما لم يتجاوز ابنه عماد الدين زنكي 10 سنوات، لقد كان عماد الدين زنكي طفلاً صغيرًا.
إن قسيم الدولة وإن كان لم يترك لابنه عماد الدين مالاً كثيرًا، ولا منصبًا رفيعًا؛ فإنه ترك له أشياء أخرى كثيرة أعظم كثيرًا من المال والسلطان.
لقد ترك له أولاً رعاية الله عز وجل وحفظه، وكفى بهذه الرعاية ميراثًا! لقد كان قسيم الدولة ورعًا تقيًّا قائلاً للحقِّ دومًا، حتى قال عنه ابن العديم:
«وكان قسيم الدولة شديد التقوى، عميق الإيمان».
وهذه التقوى في الإسلام يعتقد أنها حفظت الابن الصغير الضعيف «عماد الدين» كما يؤمن المسلمون بقوله تعالى: {وَلْيَخْشَ الَّذِينَ لَوْ تَرَكُوا مِنْ خَلْفِهِمْ ذُرِّيَّةً ضِعَافًا خَافُوا عَلَيْهِمْ فَلْيَتَّقُوا اللهَ وَلْيَقُولُوا قَوْلًا سَدِيدًا}[النساء: 9].
وترك قسيم الدولة آق سنقر لابنه حبًّا عظيمًا للشريعة الإسلامية وآدابها، وتوقيرًا كاملاً لقوانينها وحدودها، ورأى عماد الدين زنكي بعينيه بركات تطبيقها. وأثر إعلاء لقيمة العدل، حتى ترسَّخ ذلك في قلب عماد الدين وكيانه، فكَرِه الظلم بكل صوره، وصار من أعدل حكام المسلمين كما كان أبوه، وحبًّا للجهاد وتعظيمًا له، فحياته كلها كانت جهادًا، وكذلك حياة ابنه؛ لقد علَّم ابنه كيف يكون مجاهدًا في سبيل الله لا في سبيل الملك والمال، كما عَلَّمه ركوب الخيل وفنون الفروسية.

## شدة حب أهل حلب له
ترك لابنه عماد الدين حبًّا في قلوب أهل حلب، فقد تعلَّقت قلوبهم جميعًا بهذا الحاكم العادل، حتى قال ابن الأثير كلمة عجيبة تصف حبَّ الناس له، فقال: «توارث أهل حلب الرحمة عليه إلى آخر الدهر».
وقال ابن العديم كذلك: «وعامل أهل حلب من الجميل بما أحوجهم أن يتوارثوا الرحمة عليه إلى آخر الدهر».
أي أن كلَّ أبٍ يُوصِي أبناءه أن يتراحموا على قسيم الدولة، وهذا دليل شدة حبهم له، ولا شكَّ أن هذا سيكون له مردود كبير على حياة ابنه عماد الدين زنكي.
و حبًّا واضحًا للسلاطين العادلين الأقوياء من السلاجقة، فقد كان ولاء قسيم الدولة لملكشاه، ولابنه بَرْكيَارُوق من بعده، وهذا أعطى وضوحَ رؤيةٍ كبير لعماد الدين زنكي، فلم ينبهر في حياته بلقبٍ أو شخص، إنما جعل ولاءه للسلطان العادل، ولم يتشتَّت بين القوى المختلفة، بل ظلَّ ثابتًا في اتجاه واحد، وهذا حقَّق له خيرًا كثيرًا في حياته.